# 戈維亞

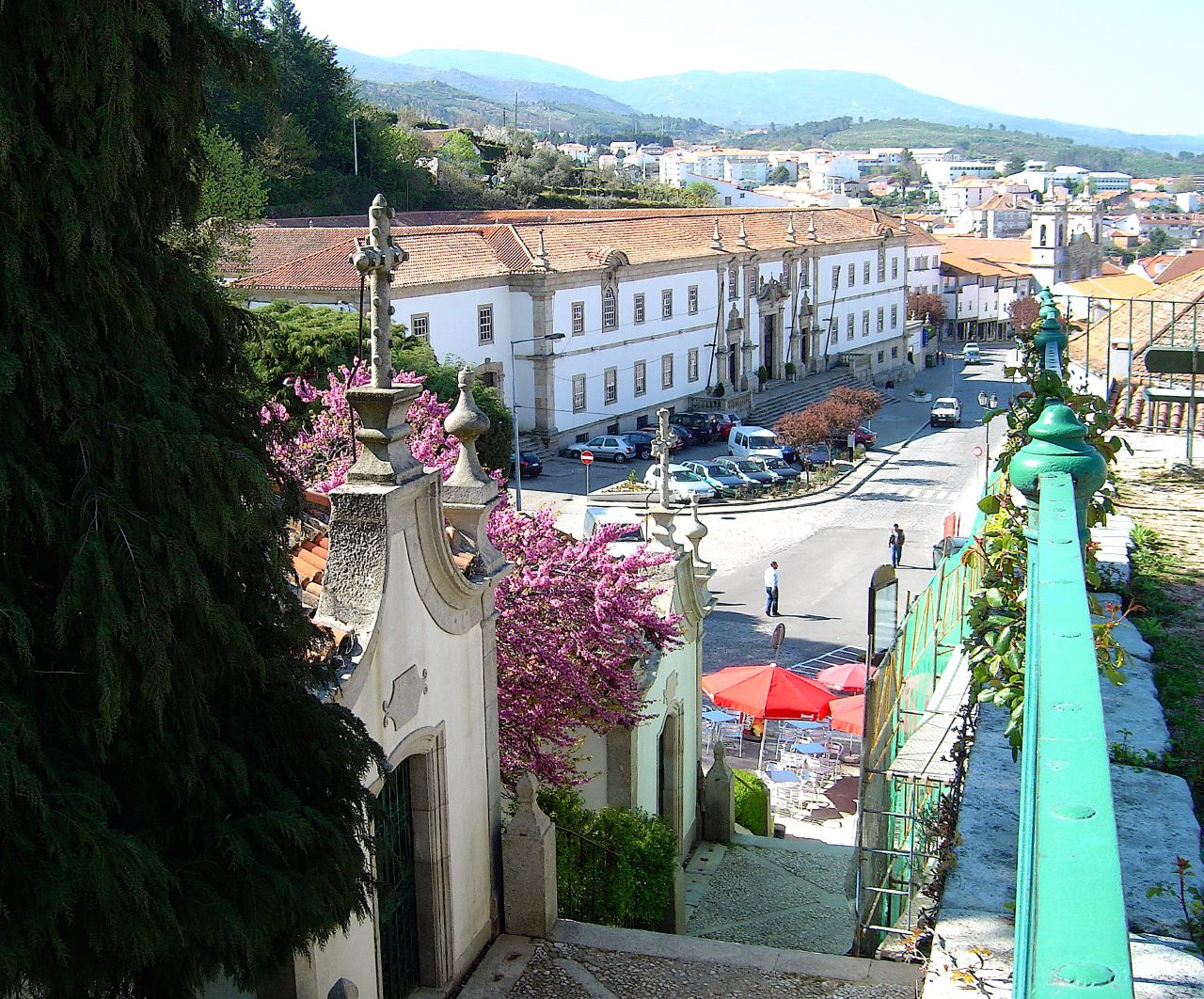
戈維亞

戈維亞（Gouveia）是葡萄牙的一座城市。面積300.6 平方公里，總人口有15,792人。市區人口有3,759人。全市管轄有22個堂區。

## 友好城市
- 法國 拉布埃尔

## 外部連結
- 官方網站 （页面存档备份，存于）